# オーレ・ビショフ
オーレ・ビショフ（ラテン語: Ole Bischof、1979年8月27日 - ）は、ドイツのバーデン＝ヴュルテンベルク州出身の柔道家。階級は81kg級。身長180cm。

## 来歴
13歳の時に柔道を始め、2008年の北京オリンピックでは決勝で韓国の金宰範を破って優勝を飾った。2009年の世界選手権では3位だった。2012年7月のロンドンオリンピックでは前回のオリンピックで破った金と対戦し敗れて銀メダルに終わり、2連覇とはならなかった。その後、引退した。

## 戦績
- 2003年 - ドイツ国際 3位
- 2003年 -ユニバーシアード 3位
- 2004年 - ハンガリー国際 3位
- 2004年 - ヨーロッパ選手権 2位
- 2004年 - 世界学生 2位
- 2005年 - ヨーロッパ選手権 優勝
- 2006年 - ロシア国際 2位
- 2006年 - ヨーロッパ選手権 5位
- 2006年 - 世界学生 優勝
- 2007年 - フランス国際 3位
- 2007年 - ドイツ国際 3位
- 2007年 - ヨーロッパ選手権 5位
- 2007年 - ロシア国際 2位
- 2007年 - オランダ国際 優勝
- 2008年 - グルジア国際 3位
- 2008年 - 北京オリンピック 優勝
- 2009年 - ヨーロッパ選手権 5位
- 2009年 - 世界選手権 3位
- 2010年 - グランプリ・チュニス 優勝
- 2011年 - グランドスラム・モスクワ 3位
- 2011年 -グランプリ・デュッセルドルフ 5位
- 2011年 - ヨーロッパ選手権 3位
- 2011年 -グランプリ・バクー 優勝
- 2012年 - グランドスラム・パリ 優勝
- 2012年 -グランプリ・デュッセルドルフ 優勝
- 2012年 - ロンドンオリンピック 2位